# قربط هرمي
قربط هرمي أو قطنية (الاسم العلمي: Filago pyramidata)، هو نوع من النباتات الأوروبية في فصيلة النجمية. موطنها الأصلي منطقة البحر الأبيض المتوسط في جنوب أوروبا، وشمال إفريقيا، والشرق الأوسط، بالإضافة إلى بريطانيا العظمى، والبلدان المنخفضة، وألمانيا. كما جُنس في مواقع متفرقة في أمريكا الشمالية (كولومبيا البريطانية، أوريغون، كاليفورنيا) وأستراليا (جنوب أستراليا، فيكتوريا) ، باكستان، وأماكن أخرى.
القطينة هو عشب حولي يصل ارتفاعه إلى 30 سم (1 قدم) ومغطى بشعر صوفي. ينتج النبات رؤوس أزهار في كتل كثيفة من 8-16، كل منها يحتوي على عدة زُهيرات صغيرة

## روابط خارجية
- line drawing from Flora of Pakistan: Asteraceae II, Vol. 210, (Fig. 31, A-E)
- Cretan Flora
- Online Atlas of the British & Irish flora
- Online Flora of Malta
- Flowers of India
- Plant Biodiversity of South-Western Morocco

.